# Transaviaservice
TransAviaService (Georgisch: ტრანსავიასერვისი, Transaviaservisi) was een Georgische luchtvaartmaatschappij die zich richtte op vrachtvervoer met als voornaamste uitvalsbasis Sharjah International Airport.

## Geschiedenis
TransAviaService werd op 28 december 1995 in Koetaisi geregistreerd. Het opereerde vanaf medio 2002 voornamelijk vanuit Sharjah, waar het kantoor hield in de Internationale Vrijhandelszonde, en richtte zich met name op het uitvoeren van vluchten in opdracht naar moeilijke en gevaarlijke plekken in Azië en Afrika, zoals Afghanistan en Centraal- en Oost-Afrika. De maatschappij vloog met Antonov-vliegtuigen die geschikt waren voor ruwe en moeilijke omgevingen. TransAviaService had meerdere exemplaren van de An-72 in gebruik, een straalvliegtuig met zeer goede STOL (Short take-off and landing) eigenschappen. Het bedrijf vloog ook met het oudere viermotorige propeller-aangedreven type An-12, populair in ontwikkelingsgebieden zoals in Centraal-Afrika.
In 2009 moest het bedrijf noodgedwongen uitwijken naar Suleimaniya in Irak. De luchtvaartautoriteiten van de Verenigde Arabische Emiraten weerden het vliegtuigtype An-12 uit het land naar aanleiding van een reeks ongevallen in 2008. In de tweede helft van 2009 mocht het type tijdelijk terugkeren naar de Emiraten, maar in 2010 werd de ban definitief. Dit betekende ook feitelijk het einde van dergelijke vrachtoperaties van TransAviaService. De bedrijfsregistratie werd in Georgië in 2017 voor het laatst verlengd, maar is sindsdien verlopen.

### Ongeval An-12

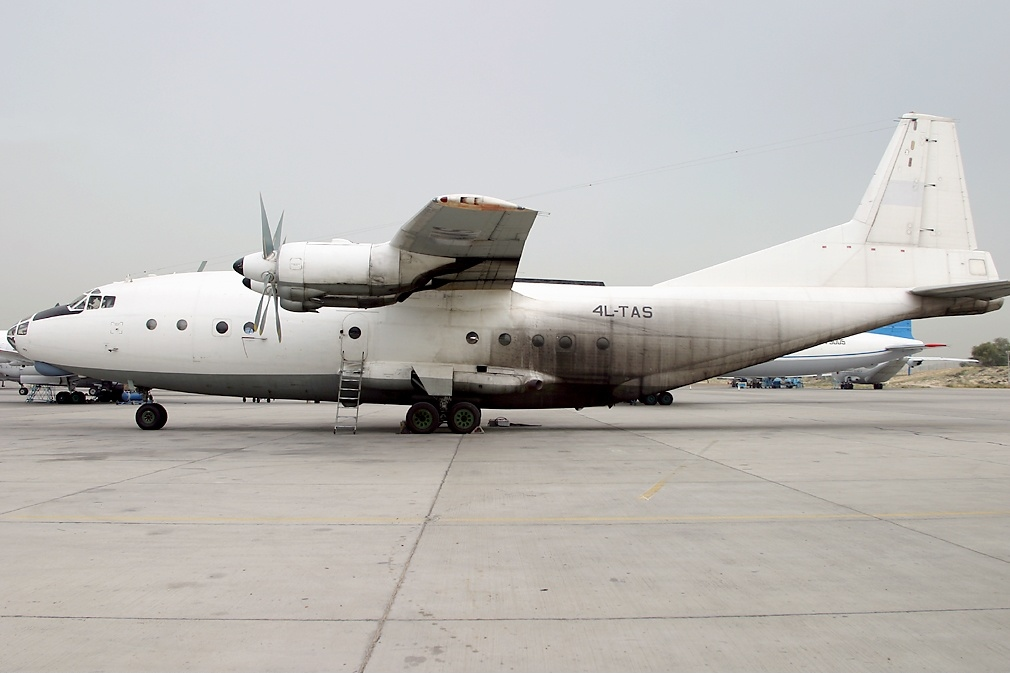
Antonov An-12 (4L-TAS) van Transaviaservice in Sharjah, 2005

Op 7 september 2007 schoot een Antonov An-12 van de maatschappij van de baan bij de landing in de Congolese stad Goma. Het toestel met registratie 4L-SAS vervoerde ongeveer 18 ton vracht, waaronder palmolie, op een binnenlandse vlucht van Kisangani naar Bukavu met een tussenlanding in Goma. Bij de landing in Goma schoot het toestel door en vloog in brand. Geen van de inzittenden overleefde de crash. De bemanning bestond uit twee Georgische piloten, twee Oekraïners en een Congolees. Tevens waren er drie passagiers met onbekende nationaliteit aan boord. Het toestel was eigendom van TransAviaService, maar vloog ten tijde van de ramp in opdracht van het Congolese Galaxy Incorporation die op de Europese zwarte luchtvaartlijst stond.
Het bleek dat het bewijs van luchtwaardigheid van de An-12 in maart 2007 was verlopen en niet was verlengd. Het ruim 40-jarige toestel had des gevolg sindsdien ook geen inspectie meer gehad. De Georgische autoriteiten overwogen om tijdelijk de vliegvergunning van TransAviaService in te trekken. Het bedrijf zei de nabestaanden van elk slachtoffer tienduizend dollar te betalen.

### Overdracht An-72 toestellen

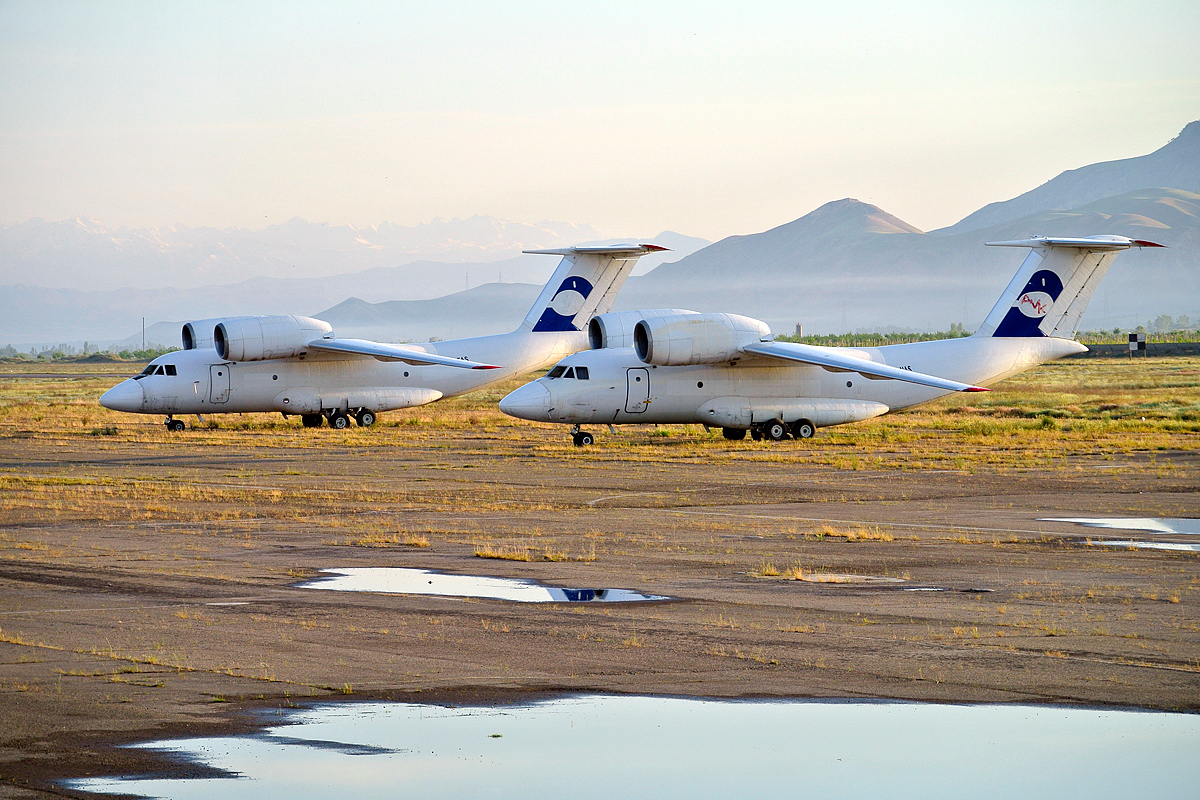
De twee voormalige Transaviaservice Antonov An-72 met ongeldige Georgische registratie in Bochtar, Tadzjikistan (2013)

In juni 2008 verklaarden de Georgische autoriteiten de registratie ongeldig van twee Antonov An-72 toestellen van TransAviaService, de 4L-FAS en 4L-NAS, nadat de motoren hun levensduur hadden overschreden. De vliegtuigen stonden pas sinds april 2008 op naam van TransAviaService, en waren naar Afghanistan overgebracht. Dit was een belangrijk werkgebied van TransAviaService, waar de Georgische strijdkrachten destijds actief waren in NAVO-verband. De toestellen konden zonder geldige vliegregistratie geen internationale vluchten uitvoeren, maar werden wel binnen Afghanistan gevlogen. Ze werden uiteindelijk verkocht aan Rolkan Investments Ltd, een Russisch bedrijf geregistreerd in de Maagdeneilanden.
Toen de twee vliegtuigen op 12 maart 2011 naar Rusland gevlogen werden, kregen de piloten geen toestemming voor passage door het luchtruim van Tadzjikistan. Toen ze door brandstofgebrek alsnog een landing forceerden in het Tadzjiekse Qoerghonteppa (Bochtar) werden de twee piloten, een Rus en een Est, gearresteerd en uiteindelijk tot jarenlange gevangenisstraffen veroordeeld vanwege het illegaal binnendringen van het luchtruim, ongecertificeerd vliegen, ongeldige vliegtuigregistratie en de smokkel van een reservemotor. De twee toestellen werden geconfisqueerd door de Tadzjiekse autoriteiten, en staan sindsdien op het vliegveld van Bochtar.

## Vloot

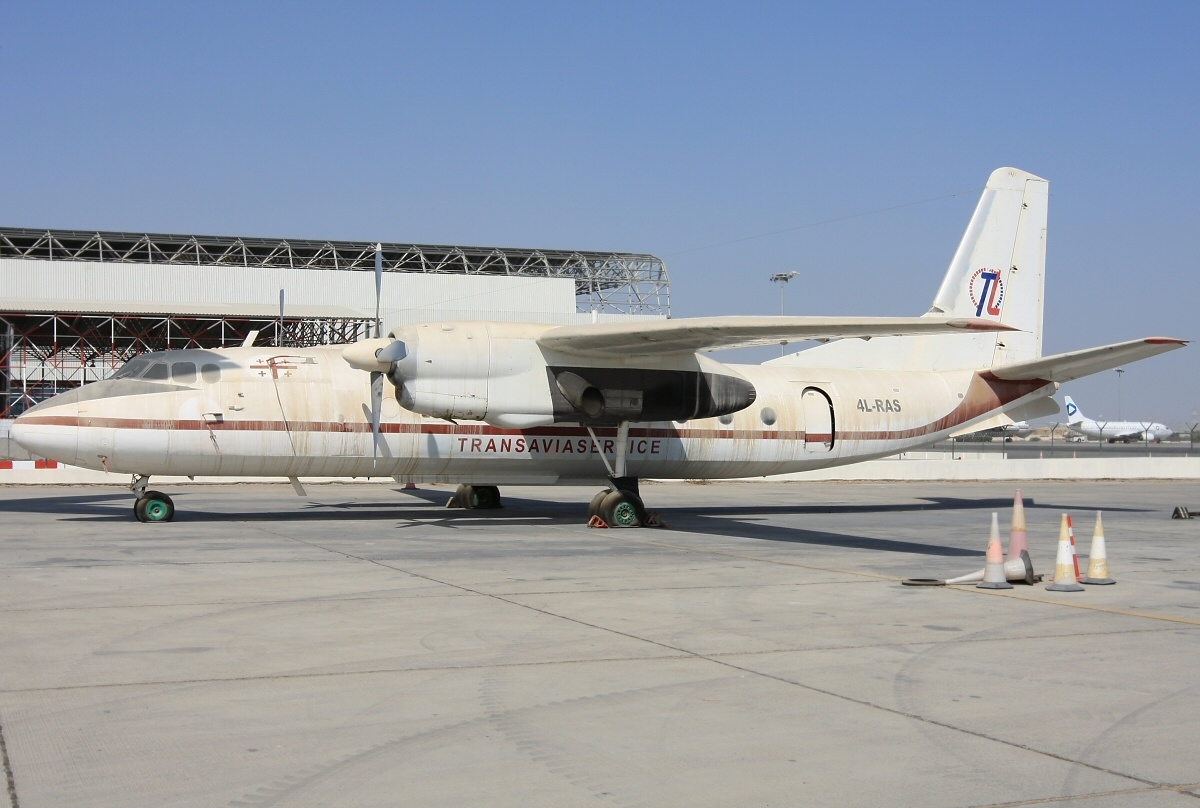
Antonov An-24 (4L-RAS) van Transaviaservice staat te verstoffen in Sharjah, 2010

De vloot van TransAviaService omvatte Antonov-vliegtuigen van het type An-12, An-24 en An-72 (of Antonov An-74):
| An-12BK | 4L-TAS | 2003     | 09-2006  |                                                                    |
| An-12BK | 4L-SAS | onbekend | 09-2007  | Neergestort in Goma, Congo.                                        |
| An-12B  | 4L-TAS | 10-2009  | 04-2012  |                                                                    |
| An-24B  | 4L-TAS | 12-2007  | onbekend | registratie verlopen                                               |
| An-24B  | 4L-RAS | 02-2008  | onbekend | registratie verlopen, staat in Sharjah.                            |
| An-72   | 4L-SAS | 01-2005  | 09-2006  |                                                                    |
| An-72   | 4L-VAS | 06-2005  | 12-2006  |                                                                    |
| An-72   | 4L-FAS | 04-2008  | onbekend | Registratie doorgehaald in juni 2008, sinds maart 2011 in Bochtar. |
| An-72   | 4L-NAS | 04-2008  | onbekend | Registratie doorgehaald in juni 2008, sinds maart 2011 in Bochtar. |
| Bron:   |        |          |          |                                                                    |